# Sounds and Silences
"Sounds and Silences" is een aflevering van de Amerikaanse televisieserie The Twilight Zone.

## Plot

### Opening
This is Roswell G. Flemington, two hundred and seventeen pounds of gristle, lung tissue and sound decibels. He is, as you have perceived, a noisy man, one of a breed who substitutes volume for substance, sound for significance, and shouting to cover up the readily apparent phenomenom that he is nothing more than an overweight and aging perennial Sea Scout whose noise-making is in inverse ratio to his competence and his character. But soon our would-be admiral of the fleet will embark on another voyage. This one is an uncharted and twisting stream that heads for a distant port called...the Twilight Zone. 
— Rod Serling

### Verhaal
Roswell G. Flemington, een modelschipmagnaat, is verzot op geluid. Vroeger als kind mocht hij van zijn ouders zelfs nooit een koekje pakken omdat het eten hiervan te veel lawaai maakte. Dus sinds hij op zichzelf woont, probeert hij zo veel mogelijk geluid te horen. Met name zijn verzameling van zeevoorwerpen die geluid maken, zoals scheepsbellen en fluiten tot opnames van zeeslagen, is erg waardevol voor hem.
Roswell’s passie voor geluid drijft iedereen om hem heen tot het uiterste, niet in de laatste plaats zijn vrouw. Op een dag heeft ze dusdanig genoeg van zijn obsessie, dat ze van hem scheidt. Kort daarop begint Roswell een overgevoeligheid voor geluid te ontwikkelen. Elk klein geluidje wordt voor hem een soort explosie.
Roswell gaat naar een dokter, en die concludeert dat het allemaal in Roswell’s hoofd zit. Het is gewoon een mentale blokkade die hij moet leren doorbreken. Roswell concentreert zich, en slaagt hierin. Maar hij schiet iets te ver door de andere kant op, en wordt doof. Derhalve verliest hij zijn dierbare geluid.

### Slot
When last heard from, Mr. Roswell G. Flemington was in a sanitarium pleading with the medical staff to make some noise. They, of course, believe the case to be a rather tragic aberration--a man's mind becoming unhinged. And for this they'll give him pills, therapy and rest. Little do they realize that all Mr. Flemington is suffering from is a case of poetic justice. Tonight's tale of sounds and silences from...the Twilight Zone.
— Rod Serling

## Rolverdeling
- John McGiver : Roswell G. Flemington
- Penny Singleton : Mrs. Lydia Flemington
- Billy Benedict : Conklin
- Francis de Sales : Dokter
- Michael Fox : Psychiater
- Rene Aubry : Ms. Abernathy

## Trivia
Kort nadat deze aflevering was uitgezonden, spande een schrijver een proces aan tegen Rod Serling en zijn medewerkers. Hij beweerde dat Serling het idee voor deze aflevering van hem had gestolen. Uiteindelijk kreeg de schrijver 3500 dollar betaald. Mede als gevolg van de rechtszaak is deze aflevering nadien lange tijd niet heruitgezonden samen met de andere afleveringen.